# Mihalovec
Mihalovec je naselje u Općini Brežice u istočnoj Sloveniji. Mihalovec se nalazi u pokrajini Dolenjskoj i statističkoj regiji Donjoposavskoj. 

## Stanovništvo
Prema popisu stanovništva iz 2002. godine Mihalovec je imao 311 stanovnika.

### Etnički sastav
1991. godina:
- Slovenci: 327 (90,3%)
- Hrvati: 26 (7,2%)
- Srbi: 5 (1,4%)
- Makedonci: 1
- ostali: 1
- nepoznato: 2

## Vanjske poveznice
- Satelitska snimka naselja  Arhivirana inačica izvorne stranice od 29. srpnja 2017. (Wayback Machine)